# Pteridoblechnum neglectum
Pteridoblechnum neglectum là một loài dương xỉ trong họ Blechnaceae. Loài này được Hennipman mô tả khoa học đầu tiên năm 1966.
Danh pháp khoa học của loài này chưa được làm sáng tỏ. 